# 心中有鬼
《心中有鬼》是一部2007年中国惊悚爱情片，以愛情為故事主線，由滕华弢执导，黎明、刘若英和范冰冰主演。故事背景为30年代上海，講述黎明飾演的沈君初為愛癡狂，周旋於三三和徐曼麗之間，因難以作出抉擇而感到痛苦。 同名小说的作者为「一枚糖果」。

## 演员表
| 演員   | 角色                   |
| 黎明   | 沈君初，电影摄影师     |
| 刘若英 | 三三                   |
| 范冰冰 | 徐曼丽，广播电台播音员 |
| 郑毓芝 | 沈母                   |
| 徐松子 | 蓉妈，沈家女佣         |

## 获奖
| 頒獎典禮     | 獎項       | 名單   | 結果 |
| ------------ | ---------- | ------ | ---- |
| 第44届金马奖 | 最佳女配角 | 范冰冰 | 獲獎 |
| 第44届金马奖 | 最佳摄影   | 李屏宾 | 獲獎 |

## 外部連結
- 《心中有鬼》的新浪博客
- Yahoo奇摩電影上《心中有鬼》的資料（繁體中文）
- 開眼電影網上《心中有鬼》的資料（繁體中文）
- 香港影庫上《心中有鬼》的資料（繁體中文）
- 时光网上《心中有鬼》的資料（简体中文）
- 豆瓣电影上《心中有鬼》的資料 （简体中文）
- 爛番茄上《心中有鬼》的資料（英文）
- AllMovie上《心中有鬼》的资料（英文）
- 互联网电影数据库（IMDb）上《心中有鬼》的资料（英文）